# Huntsville Lasers
Gli Huntsville Lasers sono stati una franchigia di pallacanestro della GBA, con sede a Huntsville, nell'Alabama, attivi dal 1991 al 1992.
Persero per 2-1 al primo turno nei play-off nel 1991-92 con i Music City Jammers. Scomparvero alla fine della stagione.

## Stagioni
| Stagione | Lega | Denominazione     | V  | P  | %    | Piazzamento | Play-off    |
| -------- | ---- | ----------------- | -- | -- | ---- | ----------- | ----------- |
| 1991-92  | GBA  | Huntsville Lasers | 33 | 31 | 51,6 | 3º          | Primo turno |